# کونتور وین (جونین)
کونتور وین (به اسپانیایی: Kuntur Wayin) یک کوه در پرو است که در Peru, Junín Region واقع شده‌است. کونتور وین ۴٬۴۰۰ متر بالاتر از سطح دریا واقع شده‌است.